# حزب سوسیالیست دهقانان
حزب سوسیالیست دهقانان (به رومانیایی: Partidul Socialist Țărănesc یا Partidul Socialist Țărănist یا کوتاه‌شده‌اش: PSȚ) نام حزبی کم‌دوام در رومانی بود. این حزب نخستین بار در ۱۹۳۸ به‌طور اسمی اعلام وجود کرد ولی به زودی از هم پاشید، ولی در بحبوحهٔ جنگ جهانی دوم باز متشکل شد. این حزب به صورت گروهی زیرزمینی در ستیز با رژیم فاشیستی ایان آنتونسکو بود و در کنار حزب کمونیست رومانی پیرو سوسیال دموکراسی از نوع رادیکال. حزب سوسیالیست دهقانان رومانی از اواخر ۱۹۴۴ به فعالیت به صورت قانونی روی آورد ولی به زودی در جبهه کشاورزان حل شد.